# Tour de La Provence 2020
Le Tour de La Provence 2020 est la 5e édition de cette course cycliste sur route par étapes masculine. Il a lieu du 13 au 16 février 2020 dans les départements des Bouches-du-Rhône, du Var et du Vaucluse, dans le sud de la France. Il fait partie du calendrier UCI ProSeries 2020 en catégorie 2.Pro.

## Présentation

### Équipes
| WorldTeams (14)- CCC Team - Trek-Segafredo - Israel Start-Up Nation - EF Pro Cycling - AG2R La Mondiale - Jumbo-Visma - Groupama-FDJ - Team Sunweb - Deceuninck-Quick Step - Astana - Movistar Team - Cofidis - Ineos - NTT Pro Cycling ProTeams (5)- Arkéa-Samsic - B&B Hotels-Vital Concept p/b KTM - Total Direct Énergie - Nippo Delko One Provence - Circus-Wanty Gobert Équipes continentales (2)- Saint Michel-Auber 93 - Natura4Ever-Roubaix Lille Métropole |
| |

## Étapes
| Étape     | Date    | Villes étapes                            | type                      | Distance (km) | Vainqueur d'étape | Leader du classement général |
| --------- | ------- | ---------------------------------------- | ------------------------- | ------------- | ----------------- | ---------------------------- |
| 1re étape | 13 fév. | Châteaurenard – Saintes-Maries-de-la-Mer | étape de plaine           | 149,5         | Nacer Bouhanni    | Nacer Bouhanni               |
| 2e étape  | 14 fév. | Aubagne – La Ciotat                      | étape de moyenne montagne | 174,9         | Aleksandr Vlasov  | Aleksandr Vlasov             |
| 3e étape  | 15 fév. | Istres – mont Ventoux                    | étape de montagne         | 140,2         | Nairo Quintana    | Nairo Quintana               |
| 4e étape  | 16 fév. | Avignon – Aix-en-Provence                | étape vallonnée           | 170,5         | Owain Doull       | Nairo Quintana               |

## Déroulement de la course

### 1reétape
L'échappée avec Charlie Quarterman, Johan Jacobs, Romain Combaud et Louis Louvet est reprise par le peloton avant d'entrer dans Les Saintes-Maries-de-la-Mer à la bannière des trois derniers kilomètres. Trois coureurs de Deceuninck-Quick Step ont permis cette reprise pour permettre une tentative de Rémi Cavagna qui est immédiatement pris en chasse par un équipier Ineos. Dans les derniers hectomètres, Jakub Mareczko lance le sprint assez loin, mais Nacer Bouhanni le dépasse avant la ligne.
| \| Classement de l'étape \| Classement de l'étape \| Classement de l'étape \| Classement de l'étape \| Classement de l'étape \| \| Coureur \| Coureur \| Pays \| Équipe \| Temps \| \| --------------------- \| --------------------- \| --------------------- \| ------------------------ \| --------------------- \| \| 1er \| Nacer Bouhanni \| France \| Arkéa-Samsic \| 3 h 16 min 35 s \| \| 2e \| Jakub Mareczko \| Italie \| CCC Team \| + 0 s \| \| 3e \| Giacomo Nizzolo \| Italie \| NTT Pro Cycling \| + 0 s \| \| 4e \| Pierre Barbier \| France \| Nippo-Delko One Provence \| + 0 s \| \| 5e \| Hugo Hofstetter \| France \| Israel Start-Up Nation \| + 0 s \| \| 6e \| Christopher Lawless \| Royaume-Uni \| Team Ineos \| + 0 s \| \| 7e \| Timothy Dupont \| Belgique \| Circus-Wanty Gobert \| + 0 s \| \| 8e \| Kasper Asgreen \| Danemark \| Deceuninck-Quick Step \| + 0 s \| \| 9e \| Marc Hirschi \| Suisse \| Team Sunweb \| + 0 s \| \| 10e \| Quinn Simmons \| États-Unis \| Trek-Segafredo \| + 0 s \| |                     |             |                          |                 |
| |                     |             |                          |                 |
| Source : ProCyclingStats |                     |             |                          |                 |
| Classement de l'étape |                     |             |                          |                 |
| Coureur | Coureur             | Pays        | Équipe                   | Temps           |
| 1er | Nacer Bouhanni      | France      | Arkéa-Samsic             | 3 h 16 min 35 s |
| 2e | Jakub Mareczko      | Italie      | CCC Team                 | + 0 s           |
| 3e | Giacomo Nizzolo     | Italie      | NTT Pro Cycling          | + 0 s           |
| 4e | Pierre Barbier      | France      | Nippo-Delko One Provence | + 0 s           |
| 5e | Hugo Hofstetter     | France      | Israel Start-Up Nation   | + 0 s           |
| 6e | Christopher Lawless | Royaume-Uni | Team Ineos               | + 0 s           |
| 7e | Timothy Dupont      | Belgique    | Circus-Wanty Gobert      | + 0 s           |
| 8e | Kasper Asgreen      | Danemark    | Deceuninck-Quick Step    | + 0 s           |
| 9e | Marc Hirschi        | Suisse      | Team Sunweb              | + 0 s           |
| 10e | Quinn Simmons       | États-Unis  | Trek-Segafredo           | + 0 s           |

| \| Classement général \| Classement général \| Classement général \| Classement général \| Classement général \| \| Coureur \| Coureur \| Pays \| Équipe \| Temps \| \| ------------------ \| ------------------- \| ------------------ \| ------------------------ \| ------------------ \| \| 1er \| Nacer Bouhanni \| France \| Arkéa-Samsic \| 3 h 16 min 25 s \| \| 2e \| Jakub Mareczko \| Italie \| CCC Team \| + 4 s \| \| 3e \| Giacomo Nizzolo \| Italie \| NTT Pro Cycling \| + 6 s \| \| 4e \| Charlie Quarterman \| Royaume-Uni \| Trek-Segafredo \| + 6 s \| \| 5e \| Johan Jacobs \| Suisse \| Movistar Team \| + 6 s \| \| 6e \| Louis Louvet \| France \| Saint Michel-Auber 93 \| + 7 s \| \| 7e \| Romain Combaud \| France \| Nippo-Delko One Provence \| + 9 s \| \| 8e \| Pierre Barbier \| France \| Nippo-Delko One Provence \| + 10 s \| \| 9e \| Hugo Hofstetter \| France \| Israel Start-Up Nation \| + 10 s \| \| 10e \| Christopher Lawless \| Royaume-Uni \| Team Ineos \| + 10 s \| |                     |             |                          |                 |
| |                     |             |                          |                 |
| Source : ProCyclingStats |                     |             |                          |                 |
| Classement général |                     |             |                          |                 |
| Coureur | Coureur             | Pays        | Équipe                   | Temps           |
| 1er | Nacer Bouhanni      | France      | Arkéa-Samsic             | 3 h 16 min 25 s |
| 2e | Jakub Mareczko      | Italie      | CCC Team                 | + 4 s           |
| 3e | Giacomo Nizzolo     | Italie      | NTT Pro Cycling          | + 6 s           |
| 4e | Charlie Quarterman  | Royaume-Uni | Trek-Segafredo           | + 6 s           |
| 5e | Johan Jacobs        | Suisse      | Movistar Team            | + 6 s           |
| 6e | Louis Louvet        | France      | Saint Michel-Auber 93    | + 7 s           |
| 7e | Romain Combaud      | France      | Nippo-Delko One Provence | + 9 s           |
| 8e | Pierre Barbier      | France      | Nippo-Delko One Provence | + 10 s          |
| 9e | Hugo Hofstetter     | France      | Israel Start-Up Nation   | + 10 s          |
| 10e | Christopher Lawless | Royaume-Uni | Team Ineos               | + 10 s          |

### 2eétape
| \| Classement de l'étape \| Classement de l'étape \| Classement de l'étape \| Classement de l'étape \| Classement de l'étape \| \| Coureur \| Coureur \| Pays \| Équipe \| Temps \| \| --------------------- \| ---------------------- \| --------------------- \| --------------------- \| --------------------- \| \| 1er \| Aleksandr Vlasov \| Russie \| Astana \| 4 h 30 min 57 s \| \| 2e \| Wilco Kelderman \| Pays-Bas \| Team Sunweb \| + 24 s \| \| 3e \| Alexey Lutsenko \| Kazakhstan \| Astana \| + 24 s \| \| 4e \| Magnus Cort Nielsen \| Danemark \| EF Pro Cycling \| + 24 s \| \| 5e \| Andrea Bagioli \| Italie \| Deceuninck-Quick Step \| + 24 s \| \| 6e \| Eddie Dunbar \| Irlande \| Team Ineos \| + 24 s \| \| 7e \| Thibaut Pinot \| France \| Groupama-FDJ \| + 24 s \| \| 8e \| Nairo Quintana \| Colombie \| Arkéa-Samsic \| + 24 s \| \| 9e \| Aurélien Paret-Peintre \| France \| AG2R La Mondiale \| + 24 s \| \| 10e \| David Gaudu \| France \| Groupama-FDJ \| + 24 s \| |                        |            |                       |                 |
| |                        |            |                       |                 |
| Source : ProCyclingStats |                        |            |                       |                 |
| Classement de l'étape |                        |            |                       |                 |
| Coureur | Coureur                | Pays       | Équipe                | Temps           |
| 1er | Aleksandr Vlasov       | Russie     | Astana                | 4 h 30 min 57 s |
| 2e | Wilco Kelderman        | Pays-Bas   | Team Sunweb           | + 24 s          |
| 3e | Alexey Lutsenko        | Kazakhstan | Astana                | + 24 s          |
| 4e | Magnus Cort Nielsen    | Danemark   | EF Pro Cycling        | + 24 s          |
| 5e | Andrea Bagioli         | Italie     | Deceuninck-Quick Step | + 24 s          |
| 6e | Eddie Dunbar           | Irlande    | Team Ineos            | + 24 s          |
| 7e | Thibaut Pinot          | France     | Groupama-FDJ          | + 24 s          |
| 8e | Nairo Quintana         | Colombie   | Arkéa-Samsic          | + 24 s          |
| 9e | Aurélien Paret-Peintre | France     | AG2R La Mondiale      | + 24 s          |
| 10e | David Gaudu            | France     | Groupama-FDJ          | + 24 s          |

| \| Classement général \| Classement général \| Classement général \| Classement général \| Classement général \| \| Coureur \| Coureur \| Pays \| Équipe \| Temps \| \| ------------------ \| ---------------------- \| ------------------ \| ------------------ \| ------------------ \| \| 1er \| Aleksandr Vlasov \| Russie \| Astana \| 7 h 47 min 22 s \| \| 2e \| Wilco Kelderman \| Pays-Bas \| Team Sunweb \| + 28 s \| \| 3e \| Alexey Lutsenko \| Kazakhstan \| Astana \| + 30 s \| \| 4e \| Magnus Cort Nielsen \| Danemark \| EF Pro Cycling \| + 34 s \| \| 5e \| Alex Aranburu \| Espagne \| Astana \| + 34 s \| \| 6e \| Aurélien Paret-Peintre \| France \| AG2R La Mondiale \| + 34 s \| \| 7e \| Thibaut Pinot \| France \| Groupama-FDJ \| + 34 s \| \| 8e \| Nairo Quintana \| Colombie \| Arkéa-Samsic \| + 34 s \| \| 9e \| Eddie Dunbar \| Irlande \| Team Ineos \| + 34 s \| \| 10e \| David Gaudu \| France \| Groupama-FDJ \| + 34 s \| |                        |            |                  |                 |
| |                        |            |                  |                 |
| Source : ProCyclingStats |                        |            |                  |                 |
| Classement général |                        |            |                  |                 |
| Coureur | Coureur                | Pays       | Équipe           | Temps           |
| 1er | Aleksandr Vlasov       | Russie     | Astana           | 7 h 47 min 22 s |
| 2e | Wilco Kelderman        | Pays-Bas   | Team Sunweb      | + 28 s          |
| 3e | Alexey Lutsenko        | Kazakhstan | Astana           | + 30 s          |
| 4e | Magnus Cort Nielsen    | Danemark   | EF Pro Cycling   | + 34 s          |
| 5e | Alex Aranburu          | Espagne    | Astana           | + 34 s          |
| 6e | Aurélien Paret-Peintre | France     | AG2R La Mondiale | + 34 s          |
| 7e | Thibaut Pinot          | France     | Groupama-FDJ     | + 34 s          |
| 8e | Nairo Quintana         | Colombie   | Arkéa-Samsic     | + 34 s          |
| 9e | Eddie Dunbar           | Irlande    | Team Ineos       | + 34 s          |
| 10e | David Gaudu            | France     | Groupama-FDJ     | + 34 s          |

### 3eétape
Rémi Cavagna aura été l'animateur de l'étape avec une échappée dès le départ, d'abord en compagnie de quatre autres coureurs dans les premiers kilomètres puis en solitaire. Il est repris dans les premiers kilomètres de l'ascension finale qui voit les favoris s'expliquer. Nairo Quintana apparaît comme le plus fort en se détachant facilement et en creusant régulièrement un écart suffisant pour s'assurer la victoire d'étape et la première place du général.
| \| Classement de l'étape \| Classement de l'étape \| Classement de l'étape \| Classement de l'étape \| Classement de l'étape \| \| Coureur \| Coureur \| Pays \| Équipe \| Temps \| \| --------------------- \| --------------------- \| --------------------- \| --------------------- \| --------------------- \| \| 1er \| Nairo Quintana \| Colombie \| Arkéa-Samsic \| 3 h 36 min 26 s \| \| 2e \| Alexey Lutsenko \| Kazakhstan \| Astana \| + 1 min 28 s \| \| 3e \| Hugh Carthy \| Royaume-Uni \| EF Pro Cycling \| + 1 min 28 s \| \| 4e \| Aleksandr Vlasov \| Russie \| Astana \| + 1 min 28 s \| \| 5e \| Eddie Dunbar \| Irlande \| Team Ineos \| + 2 min 11 s \| \| 6e \| Sepp Kuss \| États-Unis \| Jumbo-Visma \| + 2 min 12 s \| \| 7e \| Wilco Kelderman \| Pays-Bas \| Team Sunweb \| + 2 min 12 s \| \| 8e \| Jesús Herrada \| Espagne \| Cofidis \| + 2 min 12 s \| \| 9e \| Thibaut Pinot \| France \| Groupama-FDJ \| + 2 min 12 s \| \| 10e \| David Gaudu \| France \| Groupama-FDJ \| + 2 min 25 s \| |                  |             |                |                 |
| |                  |             |                |                 |
| Source : ProCyclingStats |                  |             |                |                 |
| Classement de l'étape |                  |             |                |                 |
| Coureur | Coureur          | Pays        | Équipe         | Temps           |
| 1er | Nairo Quintana   | Colombie    | Arkéa-Samsic   | 3 h 36 min 26 s |
| 2e | Alexey Lutsenko  | Kazakhstan  | Astana         | + 1 min 28 s    |
| 3e | Hugh Carthy      | Royaume-Uni | EF Pro Cycling | + 1 min 28 s    |
| 4e | Aleksandr Vlasov | Russie      | Astana         | + 1 min 28 s    |
| 5e | Eddie Dunbar     | Irlande     | Team Ineos     | + 2 min 11 s    |
| 6e | Sepp Kuss        | États-Unis  | Jumbo-Visma    | + 2 min 12 s    |
| 7e | Wilco Kelderman  | Pays-Bas    | Team Sunweb    | + 2 min 12 s    |
| 8e | Jesús Herrada    | Espagne     | Cofidis        | + 2 min 12 s    |
| 9e | Thibaut Pinot    | France      | Groupama-FDJ   | + 2 min 12 s    |
| 10e | David Gaudu      | France      | Groupama-FDJ   | + 2 min 25 s    |

| \| Classement général \| Classement général \| Classement général \| Classement général \| Classement général \| \| Coureur \| Coureur \| Pays \| Équipe \| Temps \| \| ------------------ \| ------------------ \| ------------------ \| ------------------ \| ------------------ \| \| 1er \| Nairo Quintana \| Colombie \| Arkéa-Samsic \| 11 h 24 min 12 s \| \| 2e \| Aleksandr Vlasov \| Russie \| Astana \| + 1 min 04 s \| \| 3e \| Alexey Lutsenko \| Kazakhstan \| Astana \| + 1 min 28 s \| \| 4e \| Hugh Carthy \| Royaume-Uni \| EF Pro Cycling \| + 1 min 38 s \| \| 5e \| Wilco Kelderman \| Pays-Bas \| Team Sunweb \| + 2 min 16 s \| \| 6e \| Eddie Dunbar \| Irlande \| Team Ineos \| + 2 min 21 s \| \| 7e \| Thibaut Pinot \| France \| Groupama-FDJ \| + 2 min 22 s \| \| 8e \| Sepp Kuss \| États-Unis \| Jumbo-Visma \| + 2 min 26 s \| \| 9e \| Jesús Herrada \| Espagne \| Cofidis \| + 2 min 26 s \| \| 10e \| David Gaudu \| France \| Groupama-FDJ \| + 2 min 35 s \| |                  |             |                |                  |
| |                  |             |                |                  |
| Source : ProCyclingStats |                  |             |                |                  |
| Classement général |                  |             |                |                  |
| Coureur | Coureur          | Pays        | Équipe         | Temps            |
| 1er | Nairo Quintana   | Colombie    | Arkéa-Samsic   | 11 h 24 min 12 s |
| 2e | Aleksandr Vlasov | Russie      | Astana         | + 1 min 04 s     |
| 3e | Alexey Lutsenko  | Kazakhstan  | Astana         | + 1 min 28 s     |
| 4e | Hugh Carthy      | Royaume-Uni | EF Pro Cycling | + 1 min 38 s     |
| 5e | Wilco Kelderman  | Pays-Bas    | Team Sunweb    | + 2 min 16 s     |
| 6e | Eddie Dunbar     | Irlande     | Team Ineos     | + 2 min 21 s     |
| 7e | Thibaut Pinot    | France      | Groupama-FDJ   | + 2 min 22 s     |
| 8e | Sepp Kuss        | États-Unis  | Jumbo-Visma    | + 2 min 26 s     |
| 9e | Jesús Herrada    | Espagne     | Cofidis        | + 2 min 26 s     |
| 10e | David Gaudu      | France      | Groupama-FDJ   | + 2 min 35 s     |

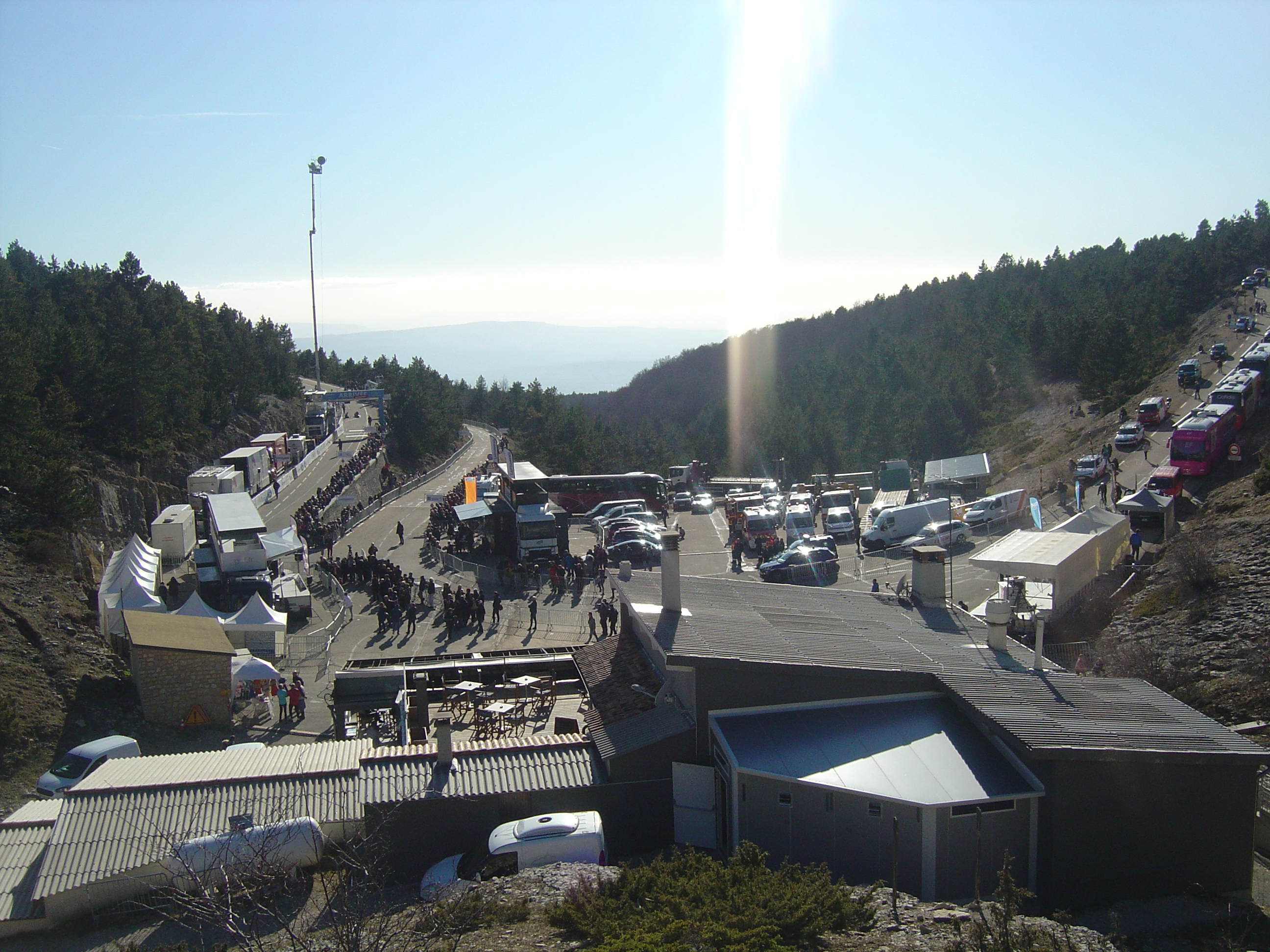
Organisation de l’arrivée de l’étape au chalet Reynard.
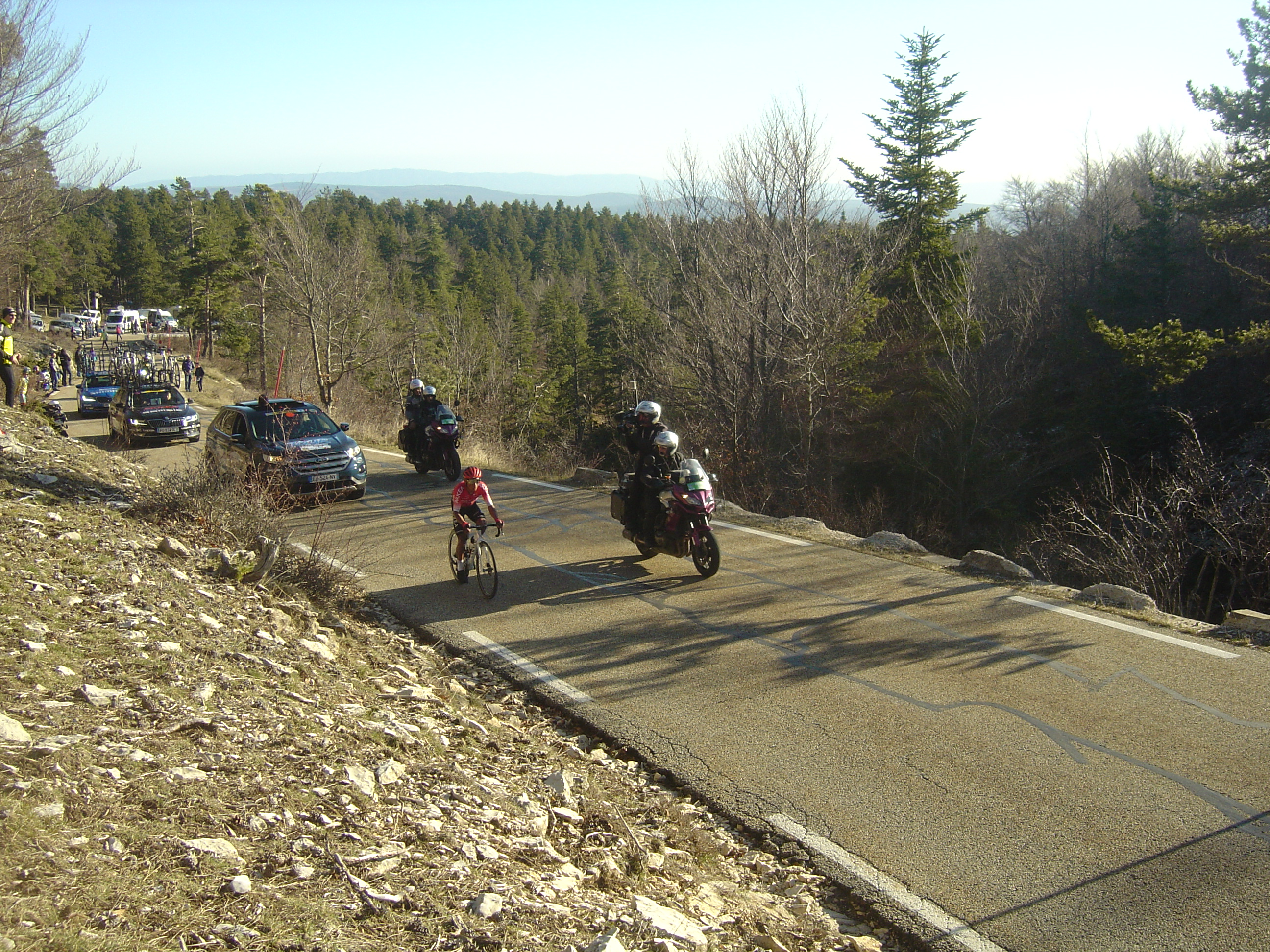
Nairo Quintana en route pour remporter l’étape au chalet Reynard.
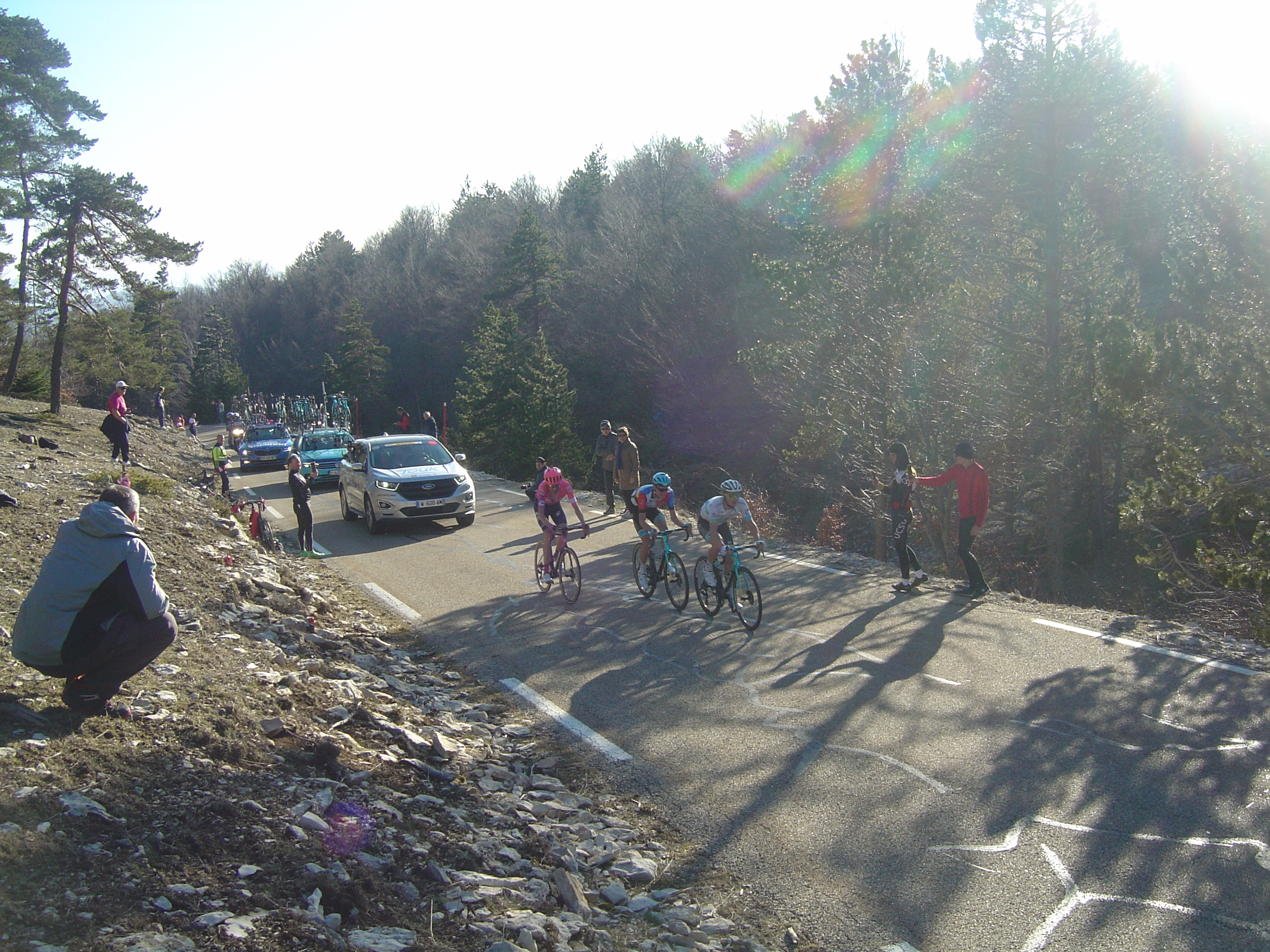
Alexey Lutsenko, Aleksandr Vlasov et Hugh Carthy à la poursuite de Nairo Quintana.

### 4eétape

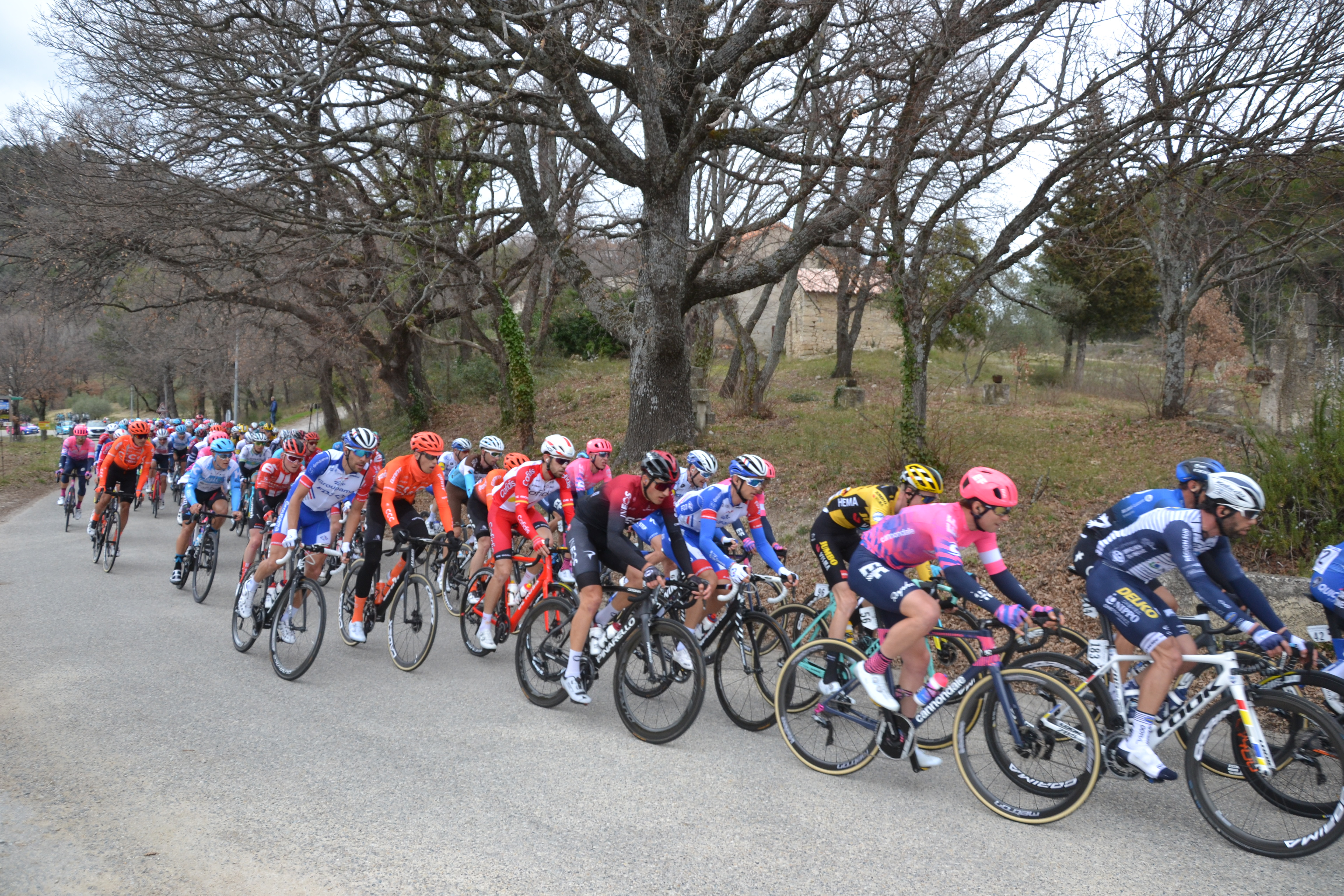
Tour de la Provence 2020, étape 4, peloton dans les Monts de Vaucluse

| \| Classement de l'étape \| Classement de l'étape \| Classement de l'étape \| Classement de l'étape \| Classement de l'étape \| \| Coureur \| Coureur \| Pays \| Équipe \| Temps \| \| --------------------- \| --------------------- \| --------------------- \| ------------------------ \| --------------------- \| \| 1er \| Owain Doull \| Royaume-Uni \| Team Ineos \| 4 h 07 min 32 s \| \| 2e \| Matthias Brändle \| Autriche \| Israel Start-Up Nation \| + 0 s \| \| 3e \| Ian Garrison \| États-Unis \| Deceuninck-Quick Step \| + 2 s \| \| 4e \| Romain Combaud \| France \| Nippo-Delko One Provence \| + 2 s \| \| 5e \| Alexey Lutsenko \| Kazakhstan \| Astana \| + 6 s \| \| 6e \| Damien Touzé \| France \| Cofidis \| + 6 s \| \| 7e \| Pascal Eenkhoorn \| Pays-Bas \| Jumbo-Visma \| + 6 s \| \| 8e \| Magnus Cort Nielsen \| Danemark \| EF Pro Cycling \| + 6 s \| \| 9e \| Kasper Asgreen \| Danemark \| Deceuninck-Quick Step \| + 6 s \| \| 10e \| Quinn Simmons \| États-Unis \| Trek-Segafredo \| + 6 s \| |                     |             |                          |                 |
| |                     |             |                          |                 |
| Source : ProCyclingStats |                     |             |                          |                 |
| Classement de l'étape |                     |             |                          |                 |
| Coureur | Coureur             | Pays        | Équipe                   | Temps           |
| 1er | Owain Doull         | Royaume-Uni | Team Ineos               | 4 h 07 min 32 s |
| 2e | Matthias Brändle    | Autriche    | Israel Start-Up Nation   | + 0 s           |
| 3e | Ian Garrison        | États-Unis  | Deceuninck-Quick Step    | + 2 s           |
| 4e | Romain Combaud      | France      | Nippo-Delko One Provence | + 2 s           |
| 5e | Alexey Lutsenko     | Kazakhstan  | Astana                   | + 6 s           |
| 6e | Damien Touzé        | France      | Cofidis                  | + 6 s           |
| 7e | Pascal Eenkhoorn    | Pays-Bas    | Jumbo-Visma              | + 6 s           |
| 8e | Magnus Cort Nielsen | Danemark    | EF Pro Cycling           | + 6 s           |
| 9e | Kasper Asgreen      | Danemark    | Deceuninck-Quick Step    | + 6 s           |
| 10e | Quinn Simmons       | États-Unis  | Trek-Segafredo           | + 6 s           |

## Classements finals

### Classement général
| \| Classement général \| Classement général \| Classement général \| Classement général \| Classement général \| \| Coureur \| Coureur \| Pays \| Équipe \| Temps \| \| ------------------ \| ---------------------- \| ------------------ \| ------------------ \| ------------------ \| \| 1er \| Nairo Quintana \| Colombie \| Arkéa-Samsic \| 15 h 31 min 50 s \| \| 2e \| Aleksandr Vlasov \| Russie \| Astana \| + 1 min 04 s \| \| 3e \| Alexey Lutsenko \| Kazakhstan \| Astana \| + 1 min 28 s \| \| 4e \| Hugh Carthy \| Royaume-Uni \| EF Pro Cycling \| + 1 min 38 s \| \| 5e \| Wilco Kelderman \| Pays-Bas \| Team Sunweb \| + 2 min 16 s \| \| 6e \| Eddie Dunbar \| Irlande \| Team Ineos \| + 2 min 21 s \| \| 7e \| Thibaut Pinot \| France \| Groupama-FDJ \| + 2 min 22 s \| \| 8e \| Sepp Kuss \| États-Unis \| Jumbo-Visma \| + 2 min 26 s \| \| 9e \| Jesús Herrada \| Espagne \| Cofidis \| + 2 min 26 s \| \| 10e \| David Gaudu \| France \| Groupama-FDJ \| + 2 min 35 s \| \| 11e \| Aurélien Paret-Peintre \| France \| AG2R La Mondiale \| + 2 min 44 s \| \| 12e \| Fausto Masnada \| Italie \| CCC Team \| + 3 min 15 s \| \| 13e \| Niklas Eg \| Danemark \| Trek-Segafredo \| + 3 min 50 s \| \| 14e \| Domenico Pozzovivo \| Italie \| NTT Pro Cycling \| + 3 min 51 s \| \| 15e \| Robert Gesink \| Pays-Bas \| Jumbo-Visma \| + 3 min 53 s \| |                        |             |                  |                  |
| |                        |             |                  |                  |
| Source : ProCyclingStats |                        |             |                  |                  |
| Classement général |                        |             |                  |                  |
| Coureur | Coureur                | Pays        | Équipe           | Temps            |
| 1er | Nairo Quintana         | Colombie    | Arkéa-Samsic     | 15 h 31 min 50 s |
| 2e | Aleksandr Vlasov       | Russie      | Astana           | + 1 min 04 s     |
| 3e | Alexey Lutsenko        | Kazakhstan  | Astana           | + 1 min 28 s     |
| 4e | Hugh Carthy            | Royaume-Uni | EF Pro Cycling   | + 1 min 38 s     |
| 5e | Wilco Kelderman        | Pays-Bas    | Team Sunweb      | + 2 min 16 s     |
| 6e | Eddie Dunbar           | Irlande     | Team Ineos       | + 2 min 21 s     |
| 7e | Thibaut Pinot          | France      | Groupama-FDJ     | + 2 min 22 s     |
| 8e | Sepp Kuss              | États-Unis  | Jumbo-Visma      | + 2 min 26 s     |
| 9e | Jesús Herrada          | Espagne     | Cofidis          | + 2 min 26 s     |
| 10e | David Gaudu            | France      | Groupama-FDJ     | + 2 min 35 s     |
| 11e | Aurélien Paret-Peintre | France      | AG2R La Mondiale | + 2 min 44 s     |
| 12e | Fausto Masnada         | Italie      | CCC Team         | + 3 min 15 s     |
| 13e | Niklas Eg              | Danemark    | Trek-Segafredo   | + 3 min 50 s     |
| 14e | Domenico Pozzovivo     | Italie      | NTT Pro Cycling  | + 3 min 51 s     |
| 15e | Robert Gesink          | Pays-Bas    | Jumbo-Visma      | + 3 min 53 s     |

### Classements annexes
| Classement par points | Classement par points | Classement par points | Classement par points    | Classement par points |
| Coureur               | Coureur               | Pays                  | Équipe                   | Points                |
| --------------------- | --------------------- | --------------------- | ------------------------ | --------------------- |
| 1er                   | Alexey Lutsenko       | Kazakhstan            | Astana                   | 30 pts                |
| 2e                    | Aleksandr Vlasov      | Russie                | Astana                   | 24 pts                |
| 3e                    | Nairo Quintana        | Colombie              | Arkéa-Samsic             | 20 pts                |
| 4e                    | Wilco Kelderman       | Pays-Bas              | Team Sunweb              | 18 pts                |
| 5e                    | Owain Doull           | Royaume-Uni           | Team Ineos               | 15 pts                |
| 6e                    | Romain Combaud        | France                | Nippo-Delko One Provence | 15 pts                |
| 7e                    | Eddie Dunbar          | Irlande               | Team Ineos               | 15 pts                |
| 8e                    | Magnus Cort Nielsen   | Danemark              | EF Pro Cycling           | 14 pts                |
| 9e                    | Rémi Cavagna          | France                | Deceuninck-Quick Step    | 13 pts                |
| 10e                   | Ian Garrison          | États-Unis            | Deceuninck-Quick Step    | 13 pts                |

| Classement par points | Classement par points | Classement par points | Classement par points    | Classement par points |
| Coureur               | Coureur               | Pays                  | Équipe                   | Points                |
| --------------------- | --------------------- | --------------------- | ------------------------ | --------------------- |
| 1er                   | Alexey Lutsenko       | Kazakhstan            | Astana                   | 30 pts                |
| 2e                    | Aleksandr Vlasov      | Russie                | Astana                   | 24 pts                |
| 3e                    | Nairo Quintana        | Colombie              | Arkéa-Samsic             | 20 pts                |
| 4e                    | Wilco Kelderman       | Pays-Bas              | Team Sunweb              | 18 pts                |
| 5e                    | Owain Doull           | Royaume-Uni           | Team Ineos               | 15 pts                |
| 6e                    | Romain Combaud        | France                | Nippo-Delko One Provence | 15 pts                |
| 7e                    | Eddie Dunbar          | Irlande               | Team Ineos               | 15 pts                |
| 8e                    | Magnus Cort Nielsen   | Danemark              | EF Pro Cycling           | 14 pts                |
| 9e                    | Rémi Cavagna          | France                | Deceuninck-Quick Step    | 13 pts                |
| 10e                   | Ian Garrison          | États-Unis            | Deceuninck-Quick Step    | 13 pts                |

| Classement de la montagne | Classement de la montagne | Classement de la montagne | Classement de la montagne        | Classement de la montagne |
| Coureur                   | Coureur                   | Pays                      | Équipe                           | Points                    |
| ------------------------- | ------------------------- | ------------------------- | -------------------------------- | ------------------------- |
| 1er                       | Jonas Koch                | Allemagne                 | CCC Team                         | 18 pts                    |
| 2e                        | Victor Lafay              | France                    | Cofidis                          | 14 pts                    |
| 3e                        | Romain Combaud            | France                    | Nippo-Delko One Provence         | 13 pts                    |
| 4e                        | Johan Jacobs              | Suisse                    | Movistar Team                    | 8 pts                     |
| 5e                        | Nairo Quintana            | Colombie                  | Arkéa-Samsic                     | 7 pts                     |
| 6e                        | Ian Garrison              | États-Unis                | Deceuninck-Quick Step            | 7 pts                     |
| 7e                        | Cyril Barthe              | France                    | B&B Hotels-Vital Concept p/b KTM | 7 pts                     |
| 8e                        | Alexey Lutsenko           | Kazakhstan                | Astana                           | 5 pts                     |
| 9e                        | Owain Doull               | Royaume-Uni               | Team Ineos                       | 4 pts                     |
| 10e                       | Timothy Dupont            | Belgique                  | Circus-Wanty Gobert              | 4 pts                     |

| Classement de la montagne | Classement de la montagne | Classement de la montagne | Classement de la montagne        | Classement de la montagne |
| Coureur                   | Coureur                   | Pays                      | Équipe                           | Points                    |
| ------------------------- | ------------------------- | ------------------------- | -------------------------------- | ------------------------- |
| 1er                       | Jonas Koch                | Allemagne                 | CCC Team                         | 18 pts                    |
| 2e                        | Victor Lafay              | France                    | Cofidis                          | 14 pts                    |
| 3e                        | Romain Combaud            | France                    | Nippo-Delko One Provence         | 13 pts                    |
| 4e                        | Johan Jacobs              | Suisse                    | Movistar Team                    | 8 pts                     |
| 5e                        | Nairo Quintana            | Colombie                  | Arkéa-Samsic                     | 7 pts                     |
| 6e                        | Ian Garrison              | États-Unis                | Deceuninck-Quick Step            | 7 pts                     |
| 7e                        | Cyril Barthe              | France                    | B&B Hotels-Vital Concept p/b KTM | 7 pts                     |
| 8e                        | Alexey Lutsenko           | Kazakhstan                | Astana                           | 5 pts                     |
| 9e                        | Owain Doull               | Royaume-Uni               | Team Ineos                       | 4 pts                     |
| 10e                       | Timothy Dupont            | Belgique                  | Circus-Wanty Gobert              | 4 pts                     |

| Classement du meilleur jeune | Classement du meilleur jeune | Classement du meilleur jeune | Classement du meilleur jeune | Classement du meilleur jeune |
| Coureur                      | Coureur                      | Pays                         | Équipe                       | Temps                        |
| ---------------------------- | ---------------------------- | ---------------------------- | ---------------------------- | ---------------------------- |
| 1er                          | Aleksandr Vlasov             | Russie                       | Astana                       | 15 h 32 min 54 s             |
| 2e                           | Eddie Dunbar                 | Irlande                      | Team Ineos                   | + 1 min 17 s                 |
| 3e                           | David Gaudu                  | France                       | Groupama-FDJ                 | + 1 min 31 s                 |
| 4e                           | Aurélien Paret-Peintre       | France                       | AG2R La Mondiale             | + 1 min 40 s                 |
| 5e                           | Niklas Eg                    | Danemark                     | Trek-Segafredo               | + 2 min 46 s                 |
| 6e                           | Andrea Bagioli               | Italie                       | Deceuninck-Quick Step        | + 2 min 51 s                 |
| 7e                           | Sam Oomen                    | Pays-Bas                     | Team Sunweb                  | + 3 min 05 s                 |
| 8e                           | Pavel Sivakov                | Russie                       | Team Ineos                   | + 3 min 40 s                 |
| 9e                           | Attila Valter                | Hongrie                      | CCC Team                     | + 4 min 41 s                 |
| 10e                          | Rémy Rochas                  | France                       | Nippo-Delko One Provence     | + 4 min 42 s                 |

| Classement du meilleur jeune | Classement du meilleur jeune | Classement du meilleur jeune | Classement du meilleur jeune | Classement du meilleur jeune |
| Coureur                      | Coureur                      | Pays                         | Équipe                       | Temps                        |
| ---------------------------- | ---------------------------- | ---------------------------- | ---------------------------- | ---------------------------- |
| 1er                          | Aleksandr Vlasov             | Russie                       | Astana                       | 15 h 32 min 54 s             |
| 2e                           | Eddie Dunbar                 | Irlande                      | Team Ineos                   | + 1 min 17 s                 |
| 3e                           | David Gaudu                  | France                       | Groupama-FDJ                 | + 1 min 31 s                 |
| 4e                           | Aurélien Paret-Peintre       | France                       | AG2R La Mondiale             | + 1 min 40 s                 |
| 5e                           | Niklas Eg                    | Danemark                     | Trek-Segafredo               | + 2 min 46 s                 |
| 6e                           | Andrea Bagioli               | Italie                       | Deceuninck-Quick Step        | + 2 min 51 s                 |
| 7e                           | Sam Oomen                    | Pays-Bas                     | Team Sunweb                  | + 3 min 05 s                 |
| 8e                           | Pavel Sivakov                | Russie                       | Team Ineos                   | + 3 min 40 s                 |
| 9e                           | Attila Valter                | Hongrie                      | CCC Team                     | + 4 min 41 s                 |
| 10e                          | Rémy Rochas                  | France                       | Nippo-Delko One Provence     | + 4 min 42 s                 |

| Classement par équipes | Classement par équipes   | Classement par équipes | Classement par équipes |
| Équipe                 | Équipe                   | Pays                   | Temps                  |
| ---------------------- | ------------------------ | ---------------------- | ---------------------- |
| 1re                    | Astana                   | Kazakhstan             | 46 h 43 min 02 s       |
| 2e                     | Groupama-FDJ             | France                 | + 1 min 55 s           |
| 3e                     | EF Pro Cycling           | États-Unis             | + 2 min 38 s           |
| 4e                     | Team Sunweb              | Allemagne              | + 3 min 42 s           |
| 5e                     | Jumbo-Visma              | Pays-Bas               | + 3 min 49 s           |
| 6e                     | AG2R La Mondiale         | France                 | + 6 min 02 s           |
| 7e                     | Nippo Delko One Provence | France                 | + 8 min 19 s           |
| 8e                     | CCC Team                 | Pologne                | + 9 min 24 s           |
| 9e                     | NTT Pro Cycling          | Afrique du Sud         | + 9 min 41 s           |
| 10e                    | Arkéa-Samsic             | France                 | + 11 min 07 s          |

| Classement par équipes | Classement par équipes   | Classement par équipes | Classement par équipes |
| Équipe                 | Équipe                   | Pays                   | Temps                  |
| ---------------------- | ------------------------ | ---------------------- | ---------------------- |
| 1re                    | Astana                   | Kazakhstan             | 46 h 43 min 02 s       |
| 2e                     | Groupama-FDJ             | France                 | + 1 min 55 s           |
| 3e                     | EF Pro Cycling           | États-Unis             | + 2 min 38 s           |
| 4e                     | Team Sunweb              | Allemagne              | + 3 min 42 s           |
| 5e                     | Jumbo-Visma              | Pays-Bas               | + 3 min 49 s           |
| 6e                     | AG2R La Mondiale         | France                 | + 6 min 02 s           |
| 7e                     | Nippo Delko One Provence | France                 | + 8 min 19 s           |
| 8e                     | CCC Team                 | Pologne                | + 9 min 24 s           |
| 9e                     | NTT Pro Cycling          | Afrique du Sud         | + 9 min 41 s           |
| 10e                    | Arkéa-Samsic             | France                 | + 11 min 07 s          |

## Évolution des classements
| Étape              | Vainqueur          | Classement général | Classement de la montagne | Classement des sprints | Classement du meilleur jeune | Classement par équipes |
| ------------------ | ------------------ | ------------------ | ------------------------- | ---------------------- | ---------------------------- | ---------------------- |
| 1                  | Nacer Bouhanni     | Nacer Bouhanni     | Charlie Quarterman        | Nacer Bouhanni         | Charlie Quarterman           | Sunweb                 |
| 2                  | Aleksandr Vlasov   | Aleksandr Vlasov   | Jonas Koch                | Aleksandr Vlasov       | Aleksandr Vlasov             | Astana                 |
| 3                  | Nairo Quintana     | Nairo Quintana     | Jonas Koch                | Aleksandr Vlasov       | Aleksandr Vlasov             | Astana                 |
| 4                  | Owain Doull        | Nairo Quintana     | Jonas Koch                | Alexey Lutsenko        | Aleksandr Vlasov             | Astana                 |
| Classements finals | Classements finals | Nairo Quintana     | Jonas Koch                | Alexey Lutsenko        | Aleksandr Vlasov             | Astana                 |

## Liste des participants
| Astana AST | Astana AST             | Astana AST |
| ---------- | ---------------------- | ---------- |
| Num        | Coureur                | Pos        |
| 1          | Gorka Izagirre (ESP)   |            |
| 2          | Alexey Lutsenko (KAZ)  |            |
| 3          | Alex Aranburu (ESP)    |            |
| 4          | Aleksandr Vlasov (RUS) |            |
| 5          | Fabio Felline (ITA)    |            |
| 6          | Merhawi Kudus (ERI)    |            |
| 7          | Vadim Pronskiy (KAZ)   |            |

| AG2R La Mondiale ALM | AG2R La Mondiale ALM         | AG2R La Mondiale ALM |
| -------------------- | ---------------------------- | -------------------- |
| Num                  | Coureur                      | Pos                  |
| 11                   | Mikaël Cherel (FRA)          |                      |
| 12                   | Julien Duval (FRA)           |                      |
| 13                   | Alexandre Geniez (FRA)       | AB-2                 |
| 14                   | Jaakko Hänninen (FIN)        |                      |
| 15                   | Aurélien Paret-Peintre (FRA) |                      |
| 16                   | Nans Peters (FRA)            |                      |
| 17                   | François Bidard (FRA)        |                      |

| CCC Team CCC | CCC Team CCC                | CCC Team CCC |
| ------------ | --------------------------- | ------------ |
| Num          | Coureur                     | Pos          |
| 21           | William Barta (USA)         |              |
| 22           | Jan Hirt (CZE)              |              |
| 23           | Jonas Koch (GER)            |              |
| 24           | Jakub Mareczko (ITA)        |              |
| 25           | Fausto Masnada (ITA)        |              |
| 26           | Michał Paluta (POL) (route) |              |
| 27           | Attila Valter (HUN)         |              |

| Cofidis COF | Cofidis COF               | Cofidis COF |
| ----------- | ------------------------- | ----------- |
| Num         | Coureur                   | Pos         |
| 31          | Jesús Herrada (ESP)       |             |
| 32          | Fernando Barceló (ESP)    |             |
| 33          | Victor Lafay (FRA)        |             |
| 34          | Jesper Hansen (DEN)       |             |
| 35          | Pierre-Luc Périchon (FRA) |             |
| 36          | Damien Touzé (FRA)        |             |
| 37          | Julien Vermote (BEL)      |             |

| Deceuninck-Quick Step DQT | Deceuninck-Quick Step DQT | Deceuninck-Quick Step DQT |
| ------------------------- | ------------------------- | ------------------------- |
| Num                       | Coureur                   | Pos                       |
| 41                        | Kasper Asgreen (DEN)      |                           |
| 42                        | Andrea Bagioli (ITA)      |                           |
| 43                        | Rémi Cavagna (FRA)        |                           |
| 44                        | Dries Devenyns (BEL)      |                           |
| 45                        | Ian Garrison (USA)        |                           |
| 46                        | Iljo Keisse (BEL)         |                           |
| 47                        | Pieter Serry (BEL)        |                           |

| EF Pro Cycling EF1 | EF Pro Cycling EF1        | EF Pro Cycling EF1 |
| ------------------ | ------------------------- | ------------------ |
| Num                | Coureur                   | Pos                |
| 51                 | Tanel Kangert (EST)       |                    |
| 52                 | Hugh Carthy (GBR)         |                    |
| 53                 | Magnus Cort Nielsen (DEN) |                    |
| 54                 | Ruben Guerreiro (POR)     |                    |
| 55                 | Luis Villalobos (MEX)     |                    |
| 56                 | Sean Bennett (USA)        |                    |
| 57                 | Sep Vanmarcke (BEL)       |                    |

| Groupama-FDJ GFC | Groupama-FDJ GFC          | Groupama-FDJ GFC |
| ---------------- | ------------------------- | ---------------- |
| Num              | Coureur                   | Pos              |
| 61               | Thibaut Pinot (FRA)       |                  |
| 62               | David Gaudu (FRA)         |                  |
| 63               | Antoine Duchesne (CAN)    |                  |
| 64               | Matthieu Ladagnous (FRA)  |                  |
| 65               | Rudy Molard (FRA)         |                  |
| 66               | Anthony Roux (FRA)        |                  |
| 67               | Ignatas Konovalovas (LTU) |                  |

| Team Ineos INS | Team Ineos INS            | Team Ineos INS |
| -------------- | ------------------------- | -------------- |
| Num            | Coureur                   | Pos            |
| 71             | Owain Doull (GBR)         |                |
| 72             | Eddie Dunbar (IRL)        |                |
| 73             | Michał Gołaś (POL)        |                |
| 74             | Christopher Lawless (GBR) |                |
| 75             | Gianni Moscon (ITA)       |                |
| 76             | Pavel Sivakov (RUS)       |                |
| 77             | Ian Stannard (GBR)        |                |

| Israel Start-Up Nation ISN | Israel Start-Up Nation ISN | Israel Start-Up Nation ISN |
| -------------------------- | -------------------------- | -------------------------- |
| Num                        | Coureur                    | Pos                        |
| 81                         | Matthias Brändle (AUT)     |                            |
| 82                         | Hugo Hofstetter (FRA)      |                            |
| 83                         | Krists Neilands (LAT)      |                            |
| 84                         | Guy Niv (ISR)              |                            |
| 85                         | Alexis Renard (FRA)        |                            |
| 86                         | Guy Sagiv (ISR)            |                            |
| 87                         | Norman Vahtra (EST)        |                            |

| Jumbo-Visma TJV | Jumbo-Visma TJV        | Jumbo-Visma TJV |
| --------------- | ---------------------- | --------------- |
| Num             | Coureur                | Pos             |
| 91              | Robert Gesink (NED)    |                 |
| 92              | Pascal Eenkhoorn (NED) |                 |
| 93              | Maarten Wynants (BEL)  |                 |
| 94              | Sepp Kuss (USA)        |                 |
| 95              | Chris Harper (AUS)     |                 |
| 96              | Gijs Leemreize (NED)   |                 |

| Movistar Team MOV | Movistar Team MOV      | Movistar Team MOV |
| ----------------- | ---------------------- | ----------------- |
| Num               | Coureur                | Pos               |
| 101               | Gabriel Cullaigh (GBR) |                   |
| 102               | Juri Hollmann (GER)    |                   |
| 103               | Johan Jacobs (SUI)     |                   |
| 104               | Lluís Mas (ESP)        |                   |
| 105               | Sebastián Mora (ESP)   |                   |
| 106               | Eduard Prades (ESP)    |                   |
| 107               | Davide Villella (ITA)  |                   |

| NTT Pro Cycling NTT | NTT Pro Cycling NTT           | NTT Pro Cycling NTT |
| ------------------- | ----------------------------- | ------------------- |
| Num                 | Coureur                       | Pos                 |
| 111                 | Rasmus Tiller (NOR)           |                     |
| 112                 | Amanuel Ghebreigzabhier (ERI) |                     |
| 113                 | Danilo Wyss (SUI)             |                     |
| 114                 | Roman Kreuziger (CZE)         |                     |
| 115                 | Giacomo Nizzolo (ITA)         |                     |
| 116                 | Domenico Pozzovivo (ITA)      |                     |
| 117                 | Matteo Sobrero (ITA)          |                     |

| Team Sunweb SUN | Team Sunweb SUN       | Team Sunweb SUN |
| --------------- | --------------------- | --------------- |
| Num             | Coureur               | Pos             |
| 121             | Marc Hirschi (SUI)    |                 |
| 122             | Nico Denz (GER)       |                 |
| 123             | Chad Haga (USA)       |                 |
| 124             | Wilco Kelderman (NED) |                 |
| 125             | Sam Oomen (NED)       |                 |
| 126             | Martin Salmon (GER)   |                 |
| 127             | Martijn Tusveld (NED) | AB-2            |

| Trek-Segafredo TFS | Trek-Segafredo TFS       | Trek-Segafredo TFS |
| ------------------ | ------------------------ | ------------------ |
| Num                | Coureur                  | Pos                |
| 131                | Julien Bernard (FRA)     |                    |
| 132                | Nicola Conci (ITA)       |                    |
| 133                | Niklas Eg (DEN)          |                    |
| 134                | Quinn Simmons (USA)      |                    |
| 135                | Jacopo Mosca (ITA)       |                    |
| 136                | Charlie Quarterman (GBR) |                    |
| 137                | Alexander Kamp (DEN)     |                    |

| Arkéa-Samsic ARK | Arkéa-Samsic ARK     | Arkéa-Samsic ARK |
| ---------------- | -------------------- | ---------------- |
| Num              | Coureur              | Pos              |
| 141              | Winner Anacona (COL) |                  |
| 142              | Warren Barguil (FRA) |                  |
| 143              | Nairo Quintana (COL) |                  |
| 144              | Maxime Bouet (FRA)   |                  |
| 145              | Nacer Bouhanni (FRA) |                  |
| 146              | Connor Swift (GBR)   |                  |
| 147              | Bram Welten (NED)    |                  |

| B&B Hotels-Vital Concept p/b KTM BVC | B&B Hotels-Vital Concept p/b KTM BVC | B&B Hotels-Vital Concept p/b KTM BVC |
| ------------------------------------ | ------------------------------------ | ------------------------------------ |
| Num                                  | Coureur                              | Pos                                  |
| 151                                  | Cyril Barthe (FRA)                   |                                      |
| 152                                  | Arnaud Courteille (FRA)              |                                      |
| 153                                  | Frederik Backaert (BEL)              |                                      |
| 154                                  | Bert De Backer (BEL)                 |                                      |
| 155                                  | Luca Mozzato (ITA)                   |                                      |
| 156                                  | Tom-Jelte Slagter (NED)              |                                      |

| Total Direct Énergie TDE | Total Direct Énergie TDE | Total Direct Énergie TDE |
| ------------------------ | ------------------------ | ------------------------ |
| Num                      | Coureur                  | Pos                      |
| 161                      | Rein Taaramäe (EST)      |                          |
| 162                      | Jonathan Hivert (FRA)    |                          |
| 163                      | Jérémy Cabot (FRA)       |                          |
| 164                      | Marlon Gaillard (FRA)    |                          |
| 165                      | Florian Maitre (FRA)     |                          |
| 166                      | Lorrenzo Manzin (FRA)    |                          |
| 167                      | Leonardo Bonifazio (ITA) |                          |

| Circus-Wanty Gobert CWG | Circus-Wanty Gobert CWG | Circus-Wanty Gobert CWG |
| ----------------------- | ----------------------- | ----------------------- |
| Num                     | Coureur                 | Pos                     |
| 171                     | Yoann Offredo (FRA)     |                         |
| 172                     | Fabien Doubey (FRA)     |                         |
| 173                     | Jérémy Bellicaud (FRA)  |                         |
| 174                     | Ludwig De Winter (BEL)  |                         |
| 175                     | Thomas Degand (BEL)     |                         |
| 176                     | Timothy Dupont (BEL)    |                         |
| 177                     | Kévin Van Melsen (BEL)  |                         |

| Nippo-Delko One Provence NDP | Nippo-Delko One Provence NDP | Nippo-Delko One Provence NDP |
| ---------------------------- | ---------------------------- | ---------------------------- |
| Num                          | Coureur                      | Pos                          |
| 181                          | Pierre Barbier (FRA)         |                              |
| 182                          | Romain Combaud (FRA)         |                              |
| 183                          | Julien El Fares (FRA)        |                              |
| 184                          | José Gonçalves (POR)         |                              |
| 185                          | Mulu Hailemichael (ETH)      |                              |
| 186                          | Rémy Rochas (FRA)            |                              |
| 187                          | Evaldas Šiškevičius (LTU)    |                              |

| Natura4Ever-Roubaix Lille Métropole NRL | Natura4Ever-Roubaix Lille Métropole NRL | Natura4Ever-Roubaix Lille Métropole NRL |
| --------------------------------------- | --------------------------------------- | --------------------------------------- |
| Num                                     | Coureur                                 | Pos                                     |
| 191                                     | Julien Antomarchi (FRA)                 |                                         |
| 192                                     | Ivan Centrone (LUX)                     |                                         |
| 193                                     | Mathias De Witte (BEL)                  |                                         |
| 194                                     | Thibault Ferasse (FRA)                  |                                         |
| 195                                     | Pierre Idjouadiene (FRA)                |                                         |
| 196                                     | Jérémy Leveau (FRA)                     |                                         |
| 197                                     | Christophe Masson (FRA)                 |                                         |

| Saint Michel-Auber 93 AUB | Saint Michel-Auber 93 AUB | Saint Michel-Auber 93 AUB |
| ------------------------- | ------------------------- | ------------------------- |
| Num                       | Coureur                   | Pos                       |
| 201                       | Bryan Alaphilippe (FRA)   |                           |
| 202                       | Baptiste Constantin (FRA) |                           |
| 203                       | Tony Hurel (FRA)          |                           |
| 204                       | Louis Louvet (FRA)        |                           |
| 205                       | Anthony Maldonado (FRA)   |                           |
| 206                       | Flavien Maurelet (FRA)    |                           |
| 207                       | Morne van Niekerk (RSA)   |                           |

| Astana AST | Astana AST             | Astana AST |
| ---------- | ---------------------- | ---------- |
| Num        | Coureur                | Pos        |
| 1          | Gorka Izagirre (ESP)   |            |
| 2          | Alexey Lutsenko (KAZ)  |            |
| 3          | Alex Aranburu (ESP)    |            |
| 4          | Aleksandr Vlasov (RUS) |            |
| 5          | Fabio Felline (ITA)    |            |
| 6          | Merhawi Kudus (ERI)    |            |
| 7          | Vadim Pronskiy (KAZ)   |            |

| AG2R La Mondiale ALM | AG2R La Mondiale ALM         | AG2R La Mondiale ALM |
| -------------------- | ---------------------------- | -------------------- |
| Num                  | Coureur                      | Pos                  |
| 11                   | Mikaël Cherel (FRA)          |                      |
| 12                   | Julien Duval (FRA)           |                      |
| 13                   | Alexandre Geniez (FRA)       | AB-2                 |
| 14                   | Jaakko Hänninen (FIN)        |                      |
| 15                   | Aurélien Paret-Peintre (FRA) |                      |
| 16                   | Nans Peters (FRA)            |                      |
| 17                   | François Bidard (FRA)        |                      |

| CCC Team CCC | CCC Team CCC                | CCC Team CCC |
| ------------ | --------------------------- | ------------ |
| Num          | Coureur                     | Pos          |
| 21           | William Barta (USA)         |              |
| 22           | Jan Hirt (CZE)              |              |
| 23           | Jonas Koch (GER)            |              |
| 24           | Jakub Mareczko (ITA)        |              |
| 25           | Fausto Masnada (ITA)        |              |
| 26           | Michał Paluta (POL) (route) |              |
| 27           | Attila Valter (HUN)         |              |

| Cofidis COF | Cofidis COF               | Cofidis COF |
| ----------- | ------------------------- | ----------- |
| Num         | Coureur                   | Pos         |
| 31          | Jesús Herrada (ESP)       |             |
| 32          | Fernando Barceló (ESP)    |             |
| 33          | Victor Lafay (FRA)        |             |
| 34          | Jesper Hansen (DEN)       |             |
| 35          | Pierre-Luc Périchon (FRA) |             |
| 36          | Damien Touzé (FRA)        |             |
| 37          | Julien Vermote (BEL)      |             |

| Deceuninck-Quick Step DQT | Deceuninck-Quick Step DQT | Deceuninck-Quick Step DQT |
| ------------------------- | ------------------------- | ------------------------- |
| Num                       | Coureur                   | Pos                       |
| 41                        | Kasper Asgreen (DEN)      |                           |
| 42                        | Andrea Bagioli (ITA)      |                           |
| 43                        | Rémi Cavagna (FRA)        |                           |
| 44                        | Dries Devenyns (BEL)      |                           |
| 45                        | Ian Garrison (USA)        |                           |
| 46                        | Iljo Keisse (BEL)         |                           |
| 47                        | Pieter Serry (BEL)        |                           |

| EF Pro Cycling EF1 | EF Pro Cycling EF1        | EF Pro Cycling EF1 |
| ------------------ | ------------------------- | ------------------ |
| Num                | Coureur                   | Pos                |
| 51                 | Tanel Kangert (EST)       |                    |
| 52                 | Hugh Carthy (GBR)         |                    |
| 53                 | Magnus Cort Nielsen (DEN) |                    |
| 54                 | Ruben Guerreiro (POR)     |                    |
| 55                 | Luis Villalobos (MEX)     |                    |
| 56                 | Sean Bennett (USA)        |                    |
| 57                 | Sep Vanmarcke (BEL)       |                    |

| Groupama-FDJ GFC | Groupama-FDJ GFC          | Groupama-FDJ GFC |
| ---------------- | ------------------------- | ---------------- |
| Num              | Coureur                   | Pos              |
| 61               | Thibaut Pinot (FRA)       |                  |
| 62               | David Gaudu (FRA)         |                  |
| 63               | Antoine Duchesne (CAN)    |                  |
| 64               | Matthieu Ladagnous (FRA)  |                  |
| 65               | Rudy Molard (FRA)         |                  |
| 66               | Anthony Roux (FRA)        |                  |
| 67               | Ignatas Konovalovas (LTU) |                  |

| Team Ineos INS | Team Ineos INS            | Team Ineos INS |
| -------------- | ------------------------- | -------------- |
| Num            | Coureur                   | Pos            |
| 71             | Owain Doull (GBR)         |                |
| 72             | Eddie Dunbar (IRL)        |                |
| 73             | Michał Gołaś (POL)        |                |
| 74             | Christopher Lawless (GBR) |                |
| 75             | Gianni Moscon (ITA)       |                |
| 76             | Pavel Sivakov (RUS)       |                |
| 77             | Ian Stannard (GBR)        |                |

| Israel Start-Up Nation ISN | Israel Start-Up Nation ISN | Israel Start-Up Nation ISN |
| -------------------------- | -------------------------- | -------------------------- |
| Num                        | Coureur                    | Pos                        |
| 81                         | Matthias Brändle (AUT)     |                            |
| 82                         | Hugo Hofstetter (FRA)      |                            |
| 83                         | Krists Neilands (LAT)      |                            |
| 84                         | Guy Niv (ISR)              |                            |
| 85                         | Alexis Renard (FRA)        |                            |
| 86                         | Guy Sagiv (ISR)            |                            |
| 87                         | Norman Vahtra (EST)        |                            |

| Jumbo-Visma TJV | Jumbo-Visma TJV        | Jumbo-Visma TJV |
| --------------- | ---------------------- | --------------- |
| Num             | Coureur                | Pos             |
| 91              | Robert Gesink (NED)    |                 |
| 92              | Pascal Eenkhoorn (NED) |                 |
| 93              | Maarten Wynants (BEL)  |                 |
| 94              | Sepp Kuss (USA)        |                 |
| 95              | Chris Harper (AUS)     |                 |
| 96              | Gijs Leemreize (NED)   |                 |

| Movistar Team MOV | Movistar Team MOV      | Movistar Team MOV |
| ----------------- | ---------------------- | ----------------- |
| Num               | Coureur                | Pos               |
| 101               | Gabriel Cullaigh (GBR) |                   |
| 102               | Juri Hollmann (GER)    |                   |
| 103               | Johan Jacobs (SUI)     |                   |
| 104               | Lluís Mas (ESP)        |                   |
| 105               | Sebastián Mora (ESP)   |                   |
| 106               | Eduard Prades (ESP)    |                   |
| 107               | Davide Villella (ITA)  |                   |

| NTT Pro Cycling NTT | NTT Pro Cycling NTT           | NTT Pro Cycling NTT |
| ------------------- | ----------------------------- | ------------------- |
| Num                 | Coureur                       | Pos                 |
| 111                 | Rasmus Tiller (NOR)           |                     |
| 112                 | Amanuel Ghebreigzabhier (ERI) |                     |
| 113                 | Danilo Wyss (SUI)             |                     |
| 114                 | Roman Kreuziger (CZE)         |                     |
| 115                 | Giacomo Nizzolo (ITA)         |                     |
| 116                 | Domenico Pozzovivo (ITA)      |                     |
| 117                 | Matteo Sobrero (ITA)          |                     |

| Team Sunweb SUN | Team Sunweb SUN       | Team Sunweb SUN |
| --------------- | --------------------- | --------------- |
| Num             | Coureur               | Pos             |
| 121             | Marc Hirschi (SUI)    |                 |
| 122             | Nico Denz (GER)       |                 |
| 123             | Chad Haga (USA)       |                 |
| 124             | Wilco Kelderman (NED) |                 |
| 125             | Sam Oomen (NED)       |                 |
| 126             | Martin Salmon (GER)   |                 |
| 127             | Martijn Tusveld (NED) | AB-2            |

| Trek-Segafredo TFS | Trek-Segafredo TFS       | Trek-Segafredo TFS |
| ------------------ | ------------------------ | ------------------ |
| Num                | Coureur                  | Pos                |
| 131                | Julien Bernard (FRA)     |                    |
| 132                | Nicola Conci (ITA)       |                    |
| 133                | Niklas Eg (DEN)          |                    |
| 134                | Quinn Simmons (USA)      |                    |
| 135                | Jacopo Mosca (ITA)       |                    |
| 136                | Charlie Quarterman (GBR) |                    |
| 137                | Alexander Kamp (DEN)     |                    |

| Arkéa-Samsic ARK | Arkéa-Samsic ARK     | Arkéa-Samsic ARK |
| ---------------- | -------------------- | ---------------- |
| Num              | Coureur              | Pos              |
| 141              | Winner Anacona (COL) |                  |
| 142              | Warren Barguil (FRA) |                  |
| 143              | Nairo Quintana (COL) |                  |
| 144              | Maxime Bouet (FRA)   |                  |
| 145              | Nacer Bouhanni (FRA) |                  |
| 146              | Connor Swift (GBR)   |                  |
| 147              | Bram Welten (NED)    |                  |

| B&B Hotels-Vital Concept p/b KTM BVC | B&B Hotels-Vital Concept p/b KTM BVC | B&B Hotels-Vital Concept p/b KTM BVC |
| ------------------------------------ | ------------------------------------ | ------------------------------------ |
| Num                                  | Coureur                              | Pos                                  |
| 151                                  | Cyril Barthe (FRA)                   |                                      |
| 152                                  | Arnaud Courteille (FRA)              |                                      |
| 153                                  | Frederik Backaert (BEL)              |                                      |
| 154                                  | Bert De Backer (BEL)                 |                                      |
| 155                                  | Luca Mozzato (ITA)                   |                                      |
| 156                                  | Tom-Jelte Slagter (NED)              |                                      |

| Total Direct Énergie TDE | Total Direct Énergie TDE | Total Direct Énergie TDE |
| ------------------------ | ------------------------ | ------------------------ |
| Num                      | Coureur                  | Pos                      |
| 161                      | Rein Taaramäe (EST)      |                          |
| 162                      | Jonathan Hivert (FRA)    |                          |
| 163                      | Jérémy Cabot (FRA)       |                          |
| 164                      | Marlon Gaillard (FRA)    |                          |
| 165                      | Florian Maitre (FRA)     |                          |
| 166                      | Lorrenzo Manzin (FRA)    |                          |
| 167                      | Leonardo Bonifazio (ITA) |                          |

| Circus-Wanty Gobert CWG | Circus-Wanty Gobert CWG | Circus-Wanty Gobert CWG |
| ----------------------- | ----------------------- | ----------------------- |
| Num                     | Coureur                 | Pos                     |
| 171                     | Yoann Offredo (FRA)     |                         |
| 172                     | Fabien Doubey (FRA)     |                         |
| 173                     | Jérémy Bellicaud (FRA)  |                         |
| 174                     | Ludwig De Winter (BEL)  |                         |
| 175                     | Thomas Degand (BEL)     |                         |
| 176                     | Timothy Dupont (BEL)    |                         |
| 177                     | Kévin Van Melsen (BEL)  |                         |

| Nippo-Delko One Provence NDP | Nippo-Delko One Provence NDP | Nippo-Delko One Provence NDP |
| ---------------------------- | ---------------------------- | ---------------------------- |
| Num                          | Coureur                      | Pos                          |
| 181                          | Pierre Barbier (FRA)         |                              |
| 182                          | Romain Combaud (FRA)         |                              |
| 183                          | Julien El Fares (FRA)        |                              |
| 184                          | José Gonçalves (POR)         |                              |
| 185                          | Mulu Hailemichael (ETH)      |                              |
| 186                          | Rémy Rochas (FRA)            |                              |
| 187                          | Evaldas Šiškevičius (LTU)    |                              |

| Natura4Ever-Roubaix Lille Métropole NRL | Natura4Ever-Roubaix Lille Métropole NRL | Natura4Ever-Roubaix Lille Métropole NRL |
| --------------------------------------- | --------------------------------------- | --------------------------------------- |
| Num                                     | Coureur                                 | Pos                                     |
| 191                                     | Julien Antomarchi (FRA)                 |                                         |
| 192                                     | Ivan Centrone (LUX)                     |                                         |
| 193                                     | Mathias De Witte (BEL)                  |                                         |
| 194                                     | Thibault Ferasse (FRA)                  |                                         |
| 195                                     | Pierre Idjouadiene (FRA)                |                                         |
| 196                                     | Jérémy Leveau (FRA)                     |                                         |
| 197                                     | Christophe Masson (FRA)                 |                                         |

| Saint Michel-Auber 93 AUB | Saint Michel-Auber 93 AUB | Saint Michel-Auber 93 AUB |
| ------------------------- | ------------------------- | ------------------------- |
| Num                       | Coureur                   | Pos                       |
| 201                       | Bryan Alaphilippe (FRA)   |                           |
| 202                       | Baptiste Constantin (FRA) |                           |
| 203                       | Tony Hurel (FRA)          |                           |
| 204                       | Louis Louvet (FRA)        |                           |
| 205                       | Anthony Maldonado (FRA)   |                           |
| 206                       | Flavien Maurelet (FRA)    |                           |
| 207                       | Morne van Niekerk (RSA)   |                           |